# Hrob Alexandra Albrechta

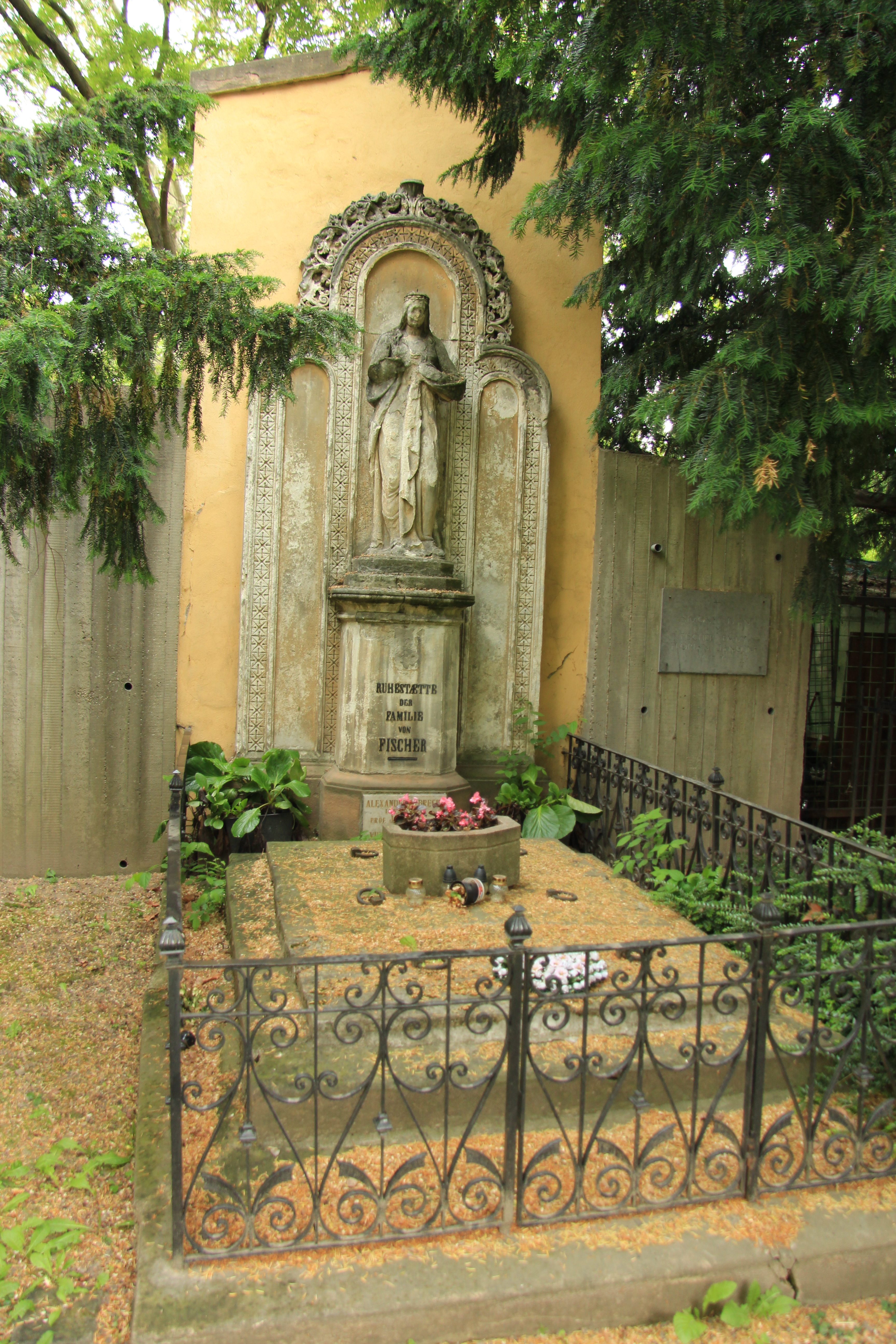
Hrob Alexandra Albrechta na Ondřejském hřbitově

Hrob Alexandra Albrechta se nachází v bratislavské městské části Staré Město na ulici 29. srpna na Ondřejském hřbitově. Je to národní kulturní památka SR, která je zapsána v Ústředním seznamu památkového fondu (pod číslem 279/12). Za národní kulturní památku byl objekt prohlášen 25. dubna 1978.
Náhrobek byl postaven někdy v 19. nebo 20. století. Postaven je ve stylu eklekticismu. 
Alexander Albrecht byl známý slovenský hudební skladatel, který žil v Bratislavě na Kapitulské ulici. V roce 1958 spáchal sebevraždu.